# Нельсон, Эрл
Эрл Леонард Нельсон (англ. Earle Leonard Nelson; 12 мая 1897 — 13 января 1928) — американский серийный убийца.

## Биография
Детство Нельсона было трудным. Его родители умерли от сифилиса, когда Нельсону исполнилось два года. Воспитанием ребёнка занималась бабушка по материнской линии, последовательница пятидесятничества. В 10-летнем возрасте Нельсон, катаясь на велосипеде, попал под трамвай и в течение шести дней после несчастного случая оставался без сознания. Он поправился, однако его поведение стало неустойчивым, его мучили головные боли и он страдал потерей памяти. После смерти бабушки Нельсон воспитывался его тётей Лиллиан.
У Нельсона рано появились проблемы с законом. В 1915 году он был приговорён к двум годам заключения в тюрьме Сан-Квентин. Позже Эрл был помещен в психиатрическую больницу Напы, в связи со странным и неадекватным поведением в период краткосрочного пребывания в рядах Военно-морских сил Соединённых Штатов. Нельсону трижды удавалось бежать из больницы прежде, чем больничный персонал прекратил попытки вернуть его в стационар.
В 21-летнем возрасте он попытался изнасиловать 12-летнюю девочку Мэри Саммерс, однако она закричала, Нельсона схватили и вновь поместили в психиатрическую больницу Напы. После лечения, нескольких побегов и неудачных попыток бегства в 1925 году он оказался на свободе.
С 1926 по 1927 год совершил серию убийств женщин. Его первая жертва Клара Невман была убита 20 февраля 1926 года. Двумя неделями спустя его второй жертвой стала Лаура Бил. Жертвами убийцы стали главным образом домохозяйки, с которыми он знакомился под предлогом поиска съёмного жилья. Очень часто он носил с собой и демонстративно читал довольно потёртый томик Библии, чем усыплял бдительность своих будущих жертв. Войдя в доверие, он чаще всего душил их, а затем совершал некрофильные акты с трупами. Тела преимущественно скрывал под ближайшей кроватью. Так тело 14-летней Лолы Коуэн он спрятал под своей кроватью в меблированных комнатах, заманив девушку к себе под предлогом покупки у неё цветов.
Используя ложные имена и быстро исчезая после совершённого убийства, Нельсону удавалось избежать задержания в течение 18 месяцев. За этот период его жертвами стали более 20 женщин в нескольких городах Западного побережья (включая Сан-Франциско, Сан-Хосе и Портленд), Среднего Запада и, наконец, в Канаде. Полиции помешало то обстоятельство, что серийные убийства были относительно неизвестным явлением в те времена. Раскрытие преступлений было замедлено также рядом ошибочных задержаний. Четыре дня спустя после убийства Лауры Бил, совершившегося в Сан-Хосе 2 марта 1926 года, полицией был арестован имевший австрийское происхождение Джо Кесесек, поскольку «вёл себя подозрительно», а также носил одежду, похожую на наряд Нельсона. Стивен Нисбет провёл два дня в тюрьме после убийства его жены Мэри. Через два дня после убийства Изабель Гальегос, происшедшего 19 августа 1926 года, был арестован русский иммигрант по фамилии Сливков, но позже освобождён.
Нельсон был дважды арестован в Канаде, где прервалась череда его преступлений. Впервые он был задержан 15 июня 1927 года в приграничном городке Вакопа провинции Манитоба вскоре после убийства двух женщин: 14-летней Лолы Коуэн, чей разлагающийся труп был найден в снятой Нельсоном комнате, и домохозяйки Эмили Паттерсон, найденной её мужем под кроватью, когда тот опустился на колени, чтобы помолиться о благополучном возвращении пропавшей жены. Паттерсон стала пятой жертвой убийцы всего за 10 дней. Нельсон был заключён в местную тюрьму, назвавшись полиции вымышленным именем Вёрджил Уилсон. Преступник бежал из тюрьмы в тот же вечер. Однако Нельсон совершил ошибку, пытаясь сесть на поезд, который перевозил сотрудников полиции города Виннипег, и был вновь арестован уже следующим утром.
Процесс по его делу начался 1 ноября 1927 года. Хотя адвокат Нельсона Джеймс Герберт Ститт пытался доказать, что его подзащитный психически больной и не может нести ответственности за свои преступления, присяжные признали Эрла Нельсона виновным.
Нельсон был повешен в виннипегской тюрьме 13 января 1928 в 7 часов 30 минут. Его последние слова: «Я прощаю тех, кто причинил мне зло».

## В культуре
В 1841 году был опубликован рассказ писателя Эдгара Аллана По «Убийство на улице Морг», где огромный орангутан, убив молодую женщину, затолкал её труп в дымоход снизу вверх. Для извлечения оттуда тела потребовались усилия не менее четырёх человек. Согласно сюжету рассказа невероятная сила убийцы становится одним из ключей в разгадке преступления. Невозможность для человека подобной манипуляции с трупом не вызывала сомнений, пока в октябре 1926 года в Портленде Эрл Леонард Нельсон не совершил убийство 30-летней Беаты Уайтерс. Женщина была задушена, а труп убийца спрятал в дымоходе, так что его практически не было видно. Для извлечения тела пришлось разбирать кирпичную кладку. Неизвестного в тот момент душителя журналисты тут же окрестили «Гориллой», благодаря сходству почерка его преступлений с описанным в рассказе Эдгара По.
В 1943 году вышел фильм А. Хичкока «Тень сомнения», частично основанный на истории Эрла Нельсона.